# Psiguria trilobata
Psiguria trilobata är en gurkväxtart som först beskrevs av Carl von Linné, och fick sitt nu gällande namn av Richard Alden Howard. Psiguria trilobata ingår i släktet Psiguria och familjen gurkväxter. Inga underarter finns listade i Catalogue of Life.